# Berkley Horse

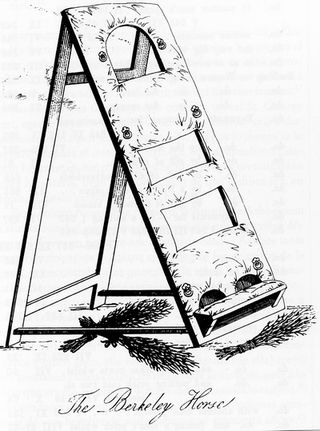
El Berkley Horse.

El Berkley Horse es un aparato BDSM, diseñado para, y por, Theresa Berkley en 1828. Ella se refería a él como «chevalet».
Según el relato de Henry Spencer Ashbee:
«Una máquina notoria fue inventada por Mrs Berkley para azotar a los caballeros, en la primavera de 1828. Puede ser abierto a una extensión considerable, con objeto de llevar el cuerpo a cualquier ángulo que sea deseable. Hay una impresión en las  memorias de Mrs Berkley, representando a un hombre completamente desnudo. Una mujer está sentada en una silla exactamente debajo, con su busto, vientre, y arbusto expuestos: está 'manualizando su émbolo', mientras que Mrs Berkley lo azota en las nalgas».
Continúa:
«Cuando se inventó la nueva máquina, el diseñador le dijo que llamaría la atención y se llamaría con su nombre tras su muerte; y causó que se hablara de ella, y le trajo una gran cantidad de trabajo. […] El caballo original se encuentra entre los modelos de la Society of Arts en el Adelphi, y fue presentado por el doctor Vance, su albacea».
En una carta superviviente, un cliente que oyó sobre el Berkley Horse le ofreció a Theresa Berkley este precio por sus servicios: «Una libra esterlina por la primera sangre extraída, dos libras esterlinas si la sangre corre hasta mis talones, tres libras esterlinas si mis talones quedan bañados en sangre, cuatro libras esterlinas si la sangre llega al piso, y cinco libras esterlinas si logras hacerme perder el conocimiento».
La Society of Arts en Adelphi es ahora la Royal Society of Arts: tomaron posesión del Caballo en 1837, con una exposición pública promovida por el editor radical George Cannon. Una ilustración del aparato se reproduce en la edición original de los años 1880 del Index Librorum Prohibitorum de Ashbee, pero omitido de la reimpresión de 1969. No está claro si el dispositivo original fue preservado por la Royal Society of Arts.